# موريس يونغ (ممثل)
موريس يونغ (بالإنجليزية: Trick Daddy) هو  ومغني ومنتج أسطوانات ورابر وملحن وممثل أمريكي، ولد في 23 سبتمبر 1973 في الولايات المتحدة.

## وصلات خارجية
- موريس يونغ على موقع IMDb (الإنجليزية)
- موريس يونغ على موقع ميوزك برينز (الإنجليزية)
- موريس يونغ على موقع إن إن دي بي (الإنجليزية)
- موريس يونغ على موقع أول ميوزيك (الإنجليزية)
- موريس يونغ على موقع ديسكوغز (الإنجليزية)
- موريس يونغ على موقع قاعدة بيانات الفيلم (الإنجليزية)